# Vorkstaartdrongokoekoek
De vorkstaartdrongokoekoek (Surniculus dicruroides) is een vogel uit de familie Cuculidae (koekoeken).

## Verspreiding en leefgebied
Deze soort komt voor van de Himalaya tot zuidelijk India, noordelijk Indochina en zuidoostelijk China en telt twee ondersoorten:
- S. d. dicruroides: de uitlopers van de Himalaya en centraal en zuidelijk India.
- S. d. stewarti: Sri Lankaoordoostelijk India, noordelijk Myanmar, noordelijk Thailand, noordelijk Indochina en Yunnan en Hainan (nabij zuidoostelijk China).